# 바강

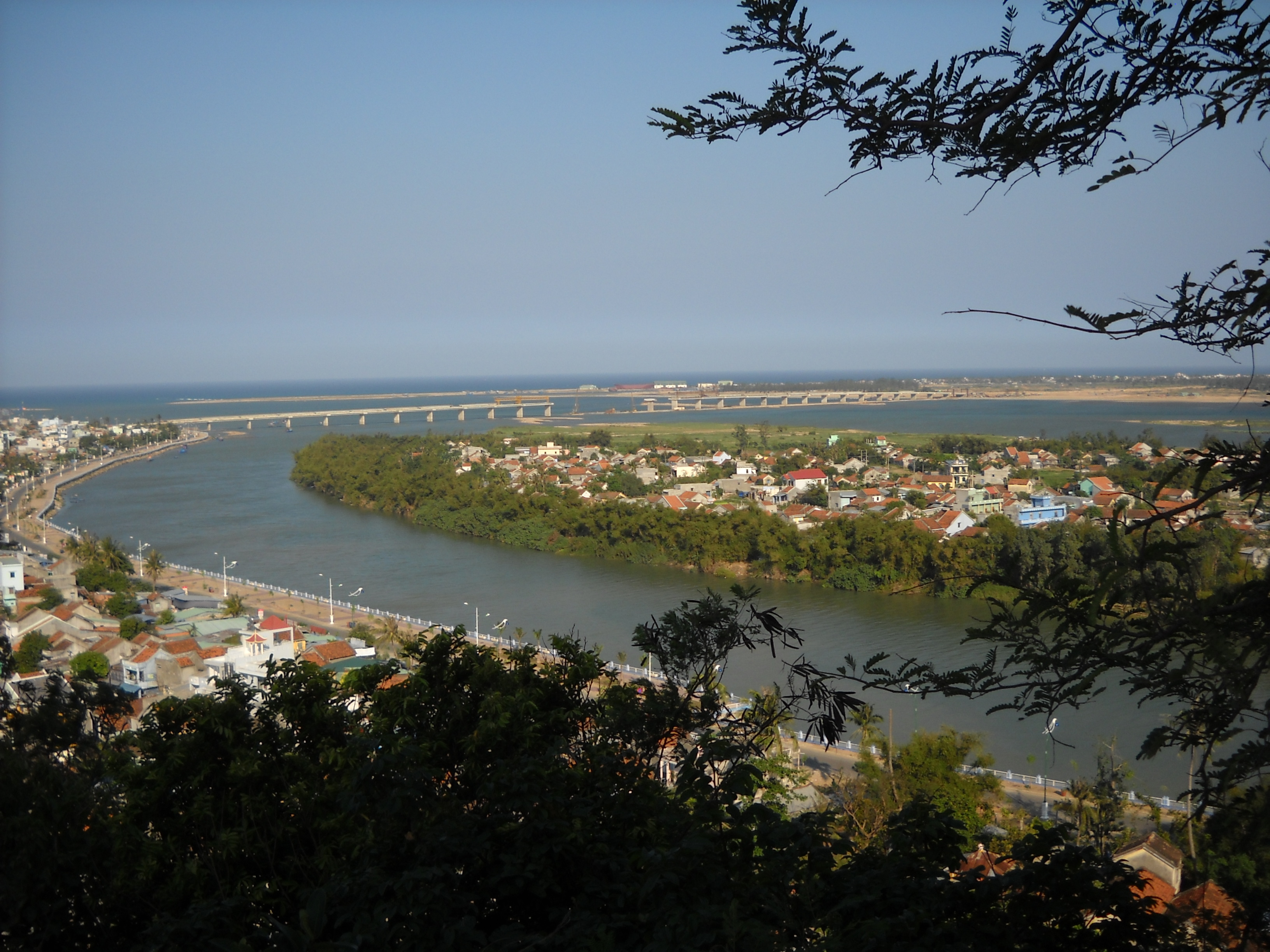
다랑강

바강(베트남어: Sông Ba)은 베트남 중부의 강이다. 다른 이름은 에아파(Ea Pa), 이아파(Ia Pa), 다랑강(Da Rang)이다. 꼰뚬성에서 발원하여, 푸옌성 뚜이호아시에서 남중국해로 흘러 들어간다.  베트남 중부에서 가장 큰 강 계곡 면적과 베트남 중부에서 가장 큰 하천 계통을 가지고 있으며, 총 유역 면적은 13,900 km2이며, 베트남 전체 면적의 4.19%이다. 총 길이는 374 km이다.
다랑강 유역 지역은 푸옌성 남부, 닥락성의 일부, 잘라이성의 절반 정도와 꼰뚬성의 일부를 포함하여 중부 고원의 상당 부분을 차지한다. 지류에는 힌강과 아윤강이 있는데, 그 사이에는 많은 사람들이 있다.
강의 수량은 3월과 4월에 47 m3/s, 45 m3/s이며, 9월, 10월, 11월 366 m3/s, 682 m3/s, 935 m3로, 연중 수량 차이가 크다.
여러 시기의 유적들이 다랑강을 따라 발견되었다. 5세기 산스크리트 문구와 약 15 km 내륙에 있는 요새 타인호를 포함한 여러 참파 유적지가 그것이다. 강은 확실히 참족에게 내륙으로 들어가는 중요한 루트를 제공했다. 참족은 그들이 살고 있는 고원지대와 해안의 상인들과 무역에 관여했다.

## 같이 보기
- 머나먼 쏭바강